# Vuorinen (sjö)
Vuorinen är en sjö i Finland. Den ligger i kommunen Ruokolax i landskapet Södra Karelen, i den sydöstra delen av landet, 260 km nordost om huvudstaden Helsingfors. Vuorinen ligger 110 meter över havet. Arean är 89,5 hektar och strandlinjen är 10,71 kilometer lång. Sjön  ingår i Vuoksens huvudavrinningsområde.   I omgivningarna runt Vuorinen växer i huvudsak blandskog. Den sträcker sig 2,1 kilometer i nord-sydlig riktning, och 1,3 kilometer i öst-västlig riktning.
I övrigt finns följande i Vuorinen:
- Kalliosaari (en ö)